# A cirkuszhercegnő
A cirkuszhercegnő Kálmán Imre egyik legnépszerűbb operettje, háromfelvonásos mű.

## Szereplők
| Szereplő                                           | Hangfekvés | Szereposztás (1926: Theater an der Wien) |
| -------------------------------------------------- | ---------- | ---------------------------------------- |
| Fedja Palinski, (Mister X)                         | Tenor      | Hubert Marischka                         |
| Fedora Palinska hercegnő                           | Szoprán    | Mizzi Zwerenz                            |
| Miss Mabel Gibson                                  | Szubrett   | Elsie Altmann                            |
| Toni Schlumberger                                  | Tenorbuffo | Fritz Steiner                            |
| Sergius Wladimir                                   | Bariton    | Richard Waldemar                         |
| Sakusin gróf                                       |            |                                          |
| Petrovics hadnagy                                  |            |                                          |
| Stanislawsky igazgató                              | Basszus    | Hans Moser                               |
| Carla Schlumberger, szálloda tulajdonosa           | Alt        | Betty Fischer                            |
| Samuel Pressburger                                 |            |                                          |
| Urak, úrhölgyek, tisztek, cirkuszi emberek (kórus) |            |                                          |

## Cselekmény
- Helyszín: Szentpétervár és Bécs
- Idő: 20. század eleje

### Harmadik felvonás
Helyszín: Egy bécsi szálloda

## Operettslágerek
- Zwei Märchenaugen,
- Die kleinen Mädels im Triko,
- Ich und du, du und ich,
- Mein Darling, mein Darling muß so sein wie du.

## Bemutatók
- 1978 és 1984: Burgenlandi Ünnepi Hetek

## Megfilmesítések
- 1958 Mister X (oroszul: Мистер Икс – rendező: Yuliy Khmelnitsky

## Külső hivatkozások
- Kalman DIE ZIRKUSPRINZESSIN 1955 Nordwestdeutscher Rundfunk Köln (WDR) (németül)
- Kalman Die Zirkusprinzessin - The Circus Princess - TV Film (oroszul)